# Otto Neteler
Otto Neteler (* 4. Juni 1936 in Essen (Oldenburg); † 29. März 2022) war ein deutscher Fußballspieler.

## Leben
Otto Neteler spielte in der Saison 1960/61 unter Trainer Oswald Pfau dreizehnmal für den 1. FC Köln und erzielte dabei 4 Tore. Gleich in seinem ersten Spiel konnte er zwei Treffen beisteuern. Am 2. Spieltag der Oberliga West ging es gegen den Duisburger SpV. Köln gewann in Duisburg mit 6:2. Neteler erzielte die beiden letzten Tore für die Geißböcke. Als Trainer Pfau den FC nach der Saison verließ, kehrte auch Neteler dem Verein den Rücken zu. Später spielte er beim Wuppertaler SV, mit denen er in der 1963/64 in der neu eingeführten Regionalliga West (damals die zweithöchste Liga in Deutschland) spielte.